# Ulica Stanisława Konarskiego w Piotrkowie Trybunalskim
Ulica Stanisława Konarskiego – ulica na Starym Mieście w Piotrkowie Trybunalskim.

## Opis
Ulica Konarskiego łączy południowo-wschodni narożnik Rynku Trybunalskiego z ul. Pijarską. Długość ulicy wynosi około 50 metrów. Ulica należy do najstarszych ulic w Piotrkowie i jest częścią układu urbanistycznego Starego Miasta, który ukształtował się w XIII/XIV wieku. Kompozycyjnie ulicę zamyka kościół św. Franciszka Ksawerego, znajdujący się już przy ul. Pijarskiej.
W przeszłości ulica nosiła nazwę Łazienna Sucha, Sucha. Dawna nazwa Łazienna Sucha odróżniała ją od równoległej ul. Łaziennej Mokrej. Była ona zapewne wcześniej brukowana niż ul. Łazienna Mokra, gdyż prowadziła do reprezentacyjnego kościoła jezuitów. Obecna nazwa ulicy upamiętnia Stanisława Konarskiego, który w latach 1706–1715 uczył się w kolegium pijarskim w Piotrkowie.
Kamienica Dutkiewiczowska, mająca front od Rynku nr 9, pod koniec XVIII w. była własnością Marcina Teleżyńskiego, rachmistrza magistratu. Od 1835 mieściły się w niej kolejno apteki Szefferów, J. Gamfa, J. Grabskiego. Inne kamienice przy ulicy były pod koniec XVIII w. własnością Watsonów, rodziny szkockiego pochodzenia, a także prezydenta miasta Tomasza Góreckiego.
Ulica pojawiła się w wielu filmach i serialach: Ewa chce spać (1957), Echo (1964), Święta wojna (1965), W cieniu nienawiści (1985), Biesy (1988), Komediantka (1988), Uprowadzenie Agaty (1993), Non sono io (2001), W ciemności (2011), 1920 Bitwa warszawska (2011).

## Zabytki
Ulica wraz z całym układem urbanistycznym Starego Miasta wpisana jest do rejestru zabytków Narodowego Instytutu Dziedzictwa pod numerem 89-IX-35 z 24.07.1948, z 1.02.1962 i z 23.02.2004.
Do rejestru zabytków są też wpisane budynki położone przy ul. Konarskiego:
- nr 2 (ul. Grodzka 1) – dom, 1. poł. XIX w.
- nr 4 (ul. Pijarska 5) – dom, dom XVII, XIX w.
- Rynek Trybunalski 9 – dom, poł. XIX w.

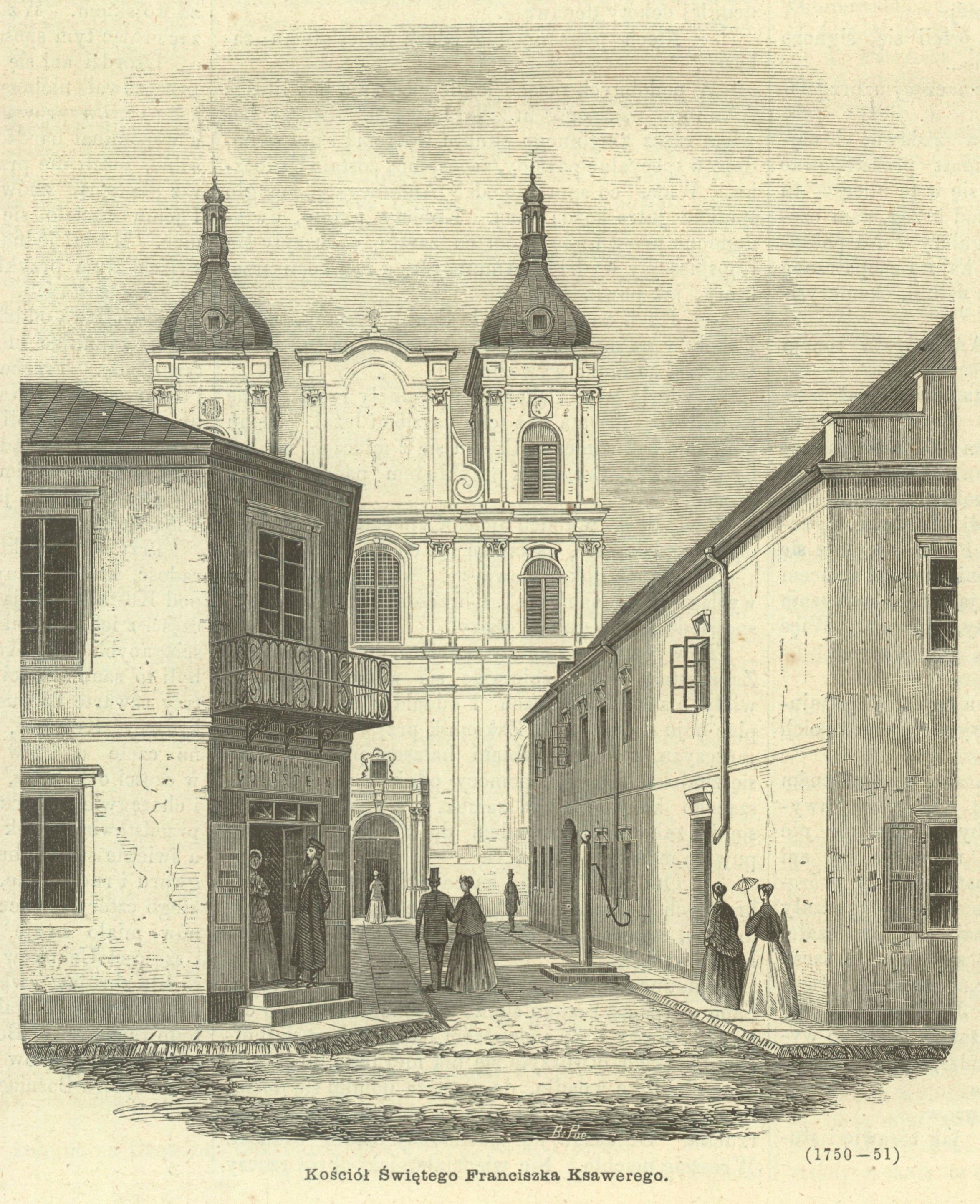
Ul. Konarskiego i kościół pojezuicki na grafice z 1870.
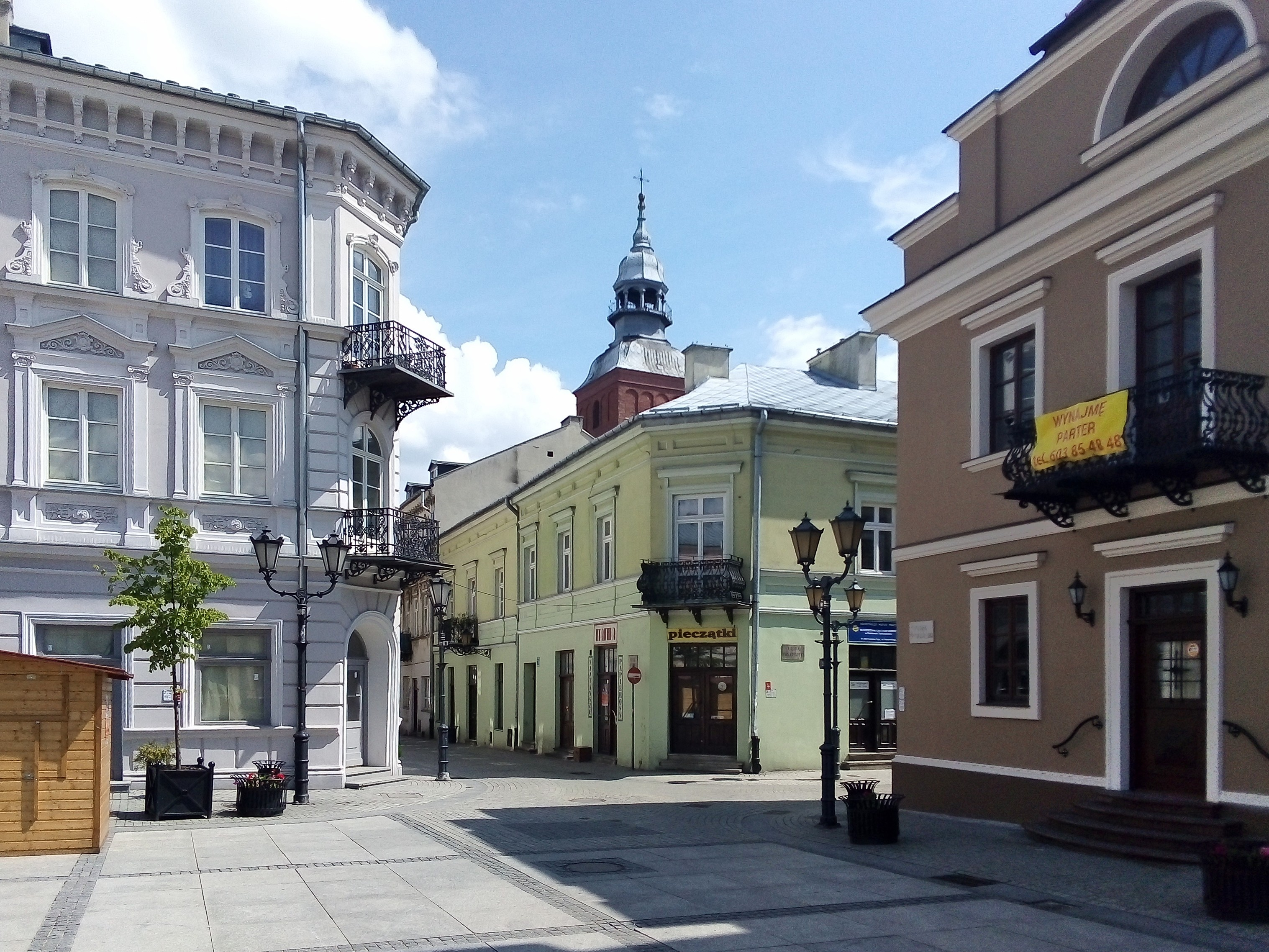
Narożnik ul. Konarskiego (po prawej), ul. Grodzkiej i Rynku Trybunalskiego
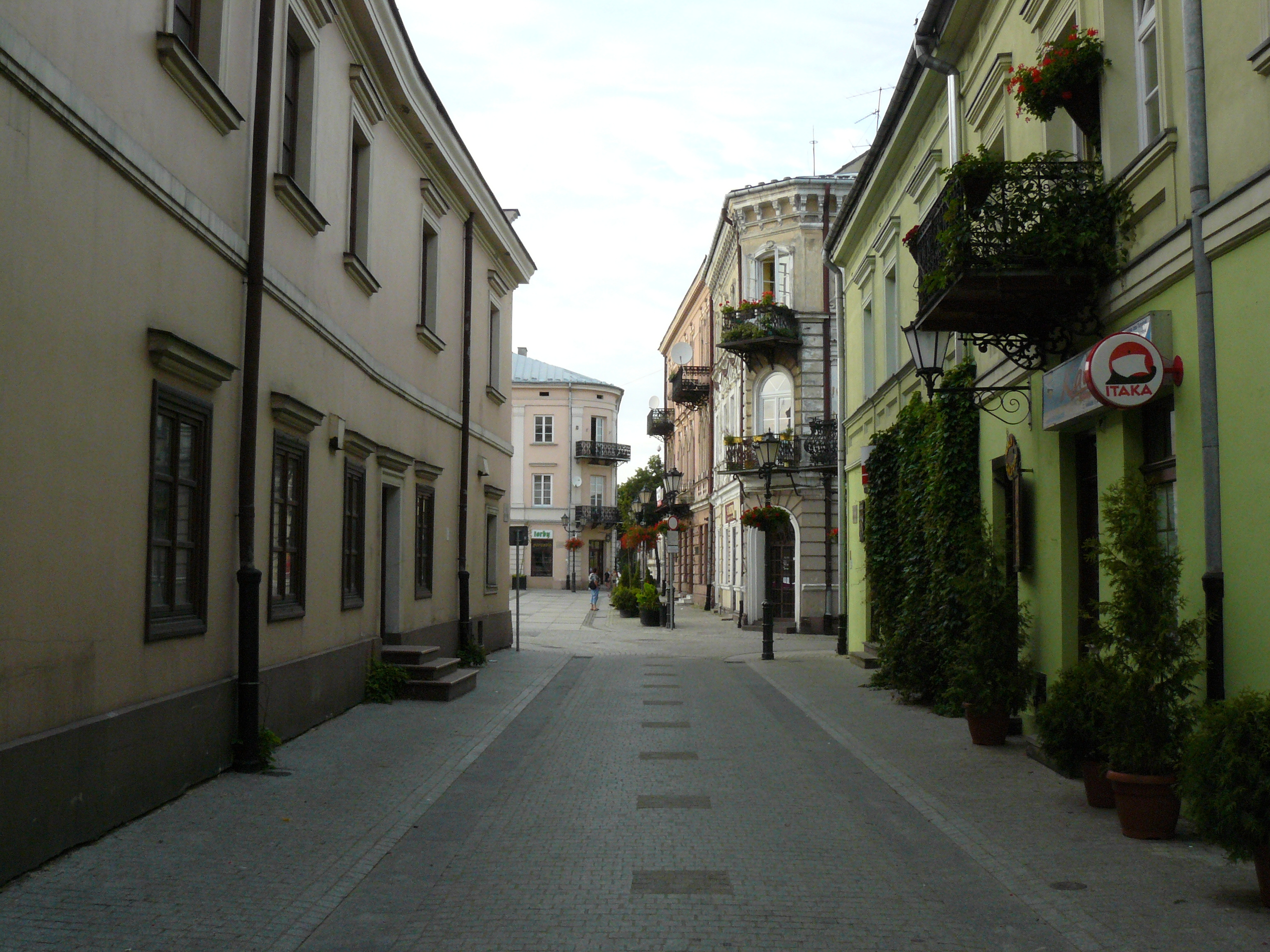
Widok od kościoła jezuitów w stronę Rynku